# Tula hem och tula vall
Tula hem och tula vall är en folklig vaggvisa och vallåt. Visan finns upptecknad 1886 i Johan Nordlanders Svenska barnvisor ock barnrim från Östergötland, Småland och Öland och trycktes 1892 i Alice Tegnérs Sjung med oss mamma under namnet Vallgossens visa.
Visan har framförts av bland andra Alice Babs, Helene Lundström och Sarah Klang. 

## Texten

### Texten i Tegnér (1892)
Tula hem och tula vall,

tula långt åt mossen.

Kål fick jag när jag kom hem,

kål fick jag i påsen.

Mjölken var båd’ gul och blå,

osten såg jag lite å,

smöret smakte jag aldrig.

## Sarah Klangs version
Sångerskan Sarah Klang framförde 2019 en egen version av "Tula hem och tula vall" där större delen av den ursprungliga vistexten omarbetats. Versionen framarbetades i marknadsföringssyfte i samband med att Telia lanserade "Folknätet". Vidare deltog även Titiyo i skapandet av nytolkningen.